# Orinda bimaculifrons
Orinda bimaculifrons är en insektsart som beskrevs av Jacobi 1928. Orinda bimaculifrons ingår i släktet Orinda och familjen sköldstritar. Inga underarter finns listade i Catalogue of Life.